# Cuarcita
La cuarcita o metacuarcita es una roca metamórfica dura con alto contenido de cuarzo. En composición la mayoría de las cuarcitas llegan a ser más de 90 % de cuarzo y algunas incluso 99 %. El término cuarcita a menudo es usado erróneamente para designar a la cuarzoarenita u ortocuarcita, roca sedimentaria cementada con sílice que ha precipitado de aguas intersticiales durante su diagénesis.
Las cuarcita se forma por recristalización a altas temperaturas y presión. La cuarcita carece de foliación y del clivaje continuo común en pizarras y esquistos. Si presenta capas de hojuelas paralelas de mica blanca la roca obtiene una estructura esquistosa y pasa a llamarse esquisto de cuarzo. Del esquisto de cuarzo se puede desprender losas de espesores de entre un centímetro a varios decímetros.
La cuarcita tiene una meteorización lenta y produce suelos inusualmente delgados y magros. Su resistencia a la erosión hace que formaciones de cuarcita sobresalgan en el paisaje, como es el caso de numerosas crestas en los montes Apalaches y África Oriental.
La cuarcita es muy resistente a la meteorización química y suele formar crestas y cimas resistentes. El contenido de sílice casi puro de la roca proporciona poco material para el suelo; por lo tanto, las crestas de cuarcita suelen estar desnudas o cubiertas sólo con una capa muy fina de suelo y poca (o ninguna) vegetación.
La cuarcita se ha utilizado desde la prehistoria para fabricar herramientas de piedra. Actualmente se utiliza como piedra decorativa, como piedra triturada en la construcción de carreteras y como fuente de sílice para la producción de silicio y compuestos de silicio.

## Características y origen
La cuarcita es una roca muy dura compuesta principalmente por un mosaico de cristales de cuarzo entrelazados. La superficie granulada, similar al papel de lija, tiene un aspecto vítreo. Durante la recristalización suelen migrar pequeñas cantidades de antiguos materiales cementantes, óxido de hierro, sílice, carbonato y arcilla, lo que hace que se formen vetas y lentes dentro de la cuarcita. Para ser clasificada como cuarcita por el British Geological Survey, una roca metamórfica debe contener al menos un 80% de cuarzo en volumen.
La cuarcita es de origen metamórfico. Cuando la arenisca se somete al gran calor y presión asociados al metamorfismo regional, los granos de cuarzo individuales recristalizan junto con el antiguo material de cementación. La mayor parte o la totalidad de la textura original y de las estructuras sedimentarias de la arenisca son borradas por el metamorfismo. Los granos de cuarzo recristalizados son más o menos iguales en tamaño, formando lo que se llama una textura granoblástica, y también muestran signos de recocido metamórfico, en el que los granos se vuelven más gruesos y adquieren una textura más poligonal. Los granos están tan fuertemente entrelazados que cuando la roca se rompe, se fractura a través de los granos para formar una fractura irregular o concoidea.
Los geólogos reconocieron en 1941 que algunas rocas tenían las características macroscópicas de la cuarcita, aun cuando no hubieran no hubieran pasado por un metamorfismo a alta presión y temperatura. Estas rocas habían estado sometidas no solo a temperaturas y presiones mucho menores  asociadas con la diagénesis de roca sedimentaria, pero la diagénesis había cementado la roca de manera tan completa que era preciso realizar exámenes microscópicos para distinguirla de la cuarcita metamórfica. El término ortocuarcita se utiliza para distinguir esa roca sedimentaria de la metacuarcita producida por metamorfismo. Por extensión, el término ortocuarcita ocasionalmente ha sido utilizado en forma más general para hacer referencia a todo tipo de arenisca de cuarzo cementada. La ortocuarcita (en sentido estricto) a menudo es 99% SiO2con cantidades pequeñas de óxido de hierro trazas de minerales resistentes tales como zircón, rutilo y magnetita. Si bien por lo general se encuentran muy pocos fósiles, se preservan la textura original y las estructuras sedimentarias.
La distinción típica entre una verdadera ortocuarcita y una arenisca de cuarzo ordinaria es que una ortocuarcita está tan altamente cementada que se fracturará a través de los granos, no alrededor de ellos. Esta es una distinción que se puede reconocer en el campo. A su vez, la distinción entre una ortocuarcita y una metacuarcita es el inicio de la recristalización de los granos existentes. La línea divisoria puede situarse en el punto en el que los granos de cuarzo tensados comienzan a ser sustituidos por nuevos granos de cuarzo pequeños no tensados, produciendo una textura de mortero que puede identificarse en secciones finas bajo un microscopio polarizador. Con el aumento del grado de metamorfismo, la recristalización adicional produce la textura de espuma, caracterizada por granos poligonales que se reúnen en uniones triples, y luego la textura porfiroblástica, caracterizada por granos gruesos e irregulares, incluyendo algunos granos más grandes (porfiroblastos.)

## Ocurrencia

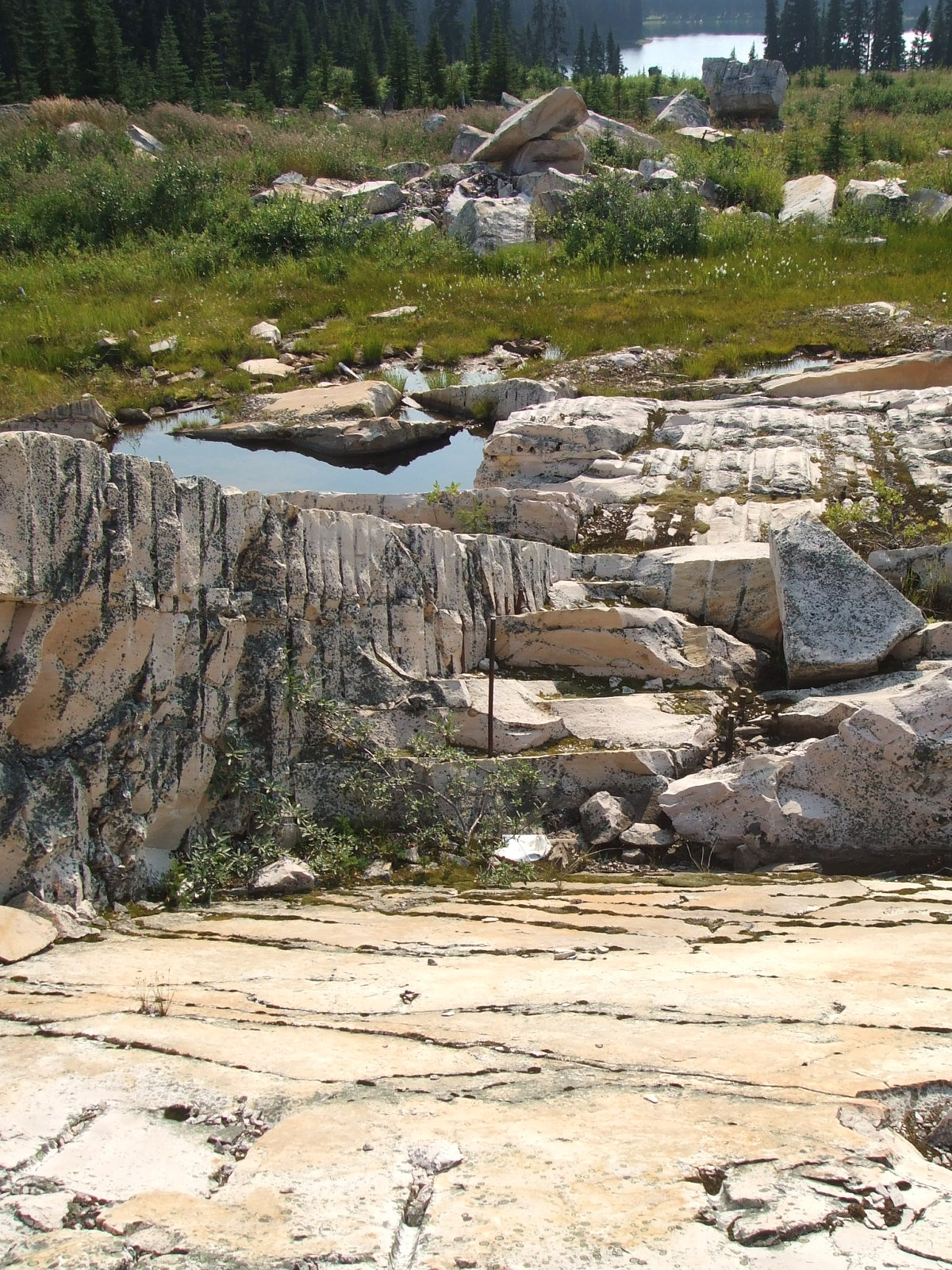
Mina de cuarcita abandonada en el Parque Provincial Kakwa, Columbia Británica, Canadá.

En Estados Unidos, se pueden encontrar formaciones de cuarcita en algunas partes de Pensilvania, el área de Washington D. C., el este de Dakota del Sur, el centro de Texas, el suroeste de Minnesota, Parque Estatal del Lago del Diablo en la cordillera Baraboo en Wisconsin, la cordillera Wasatch en Utah, cerca de Salt Lake City, Utah y como crestas resistentes en los Apalaches y otras regiones montañosas. La cuarcita también se encuentra en la mina de cobre de Morenci en Arizona. La ciudad de Quartzsite en el oeste de Arizona deriva su nombre de las cuarcitas de montañas cercanas tanto en Arizona como en el sureste de California. Se ha descrito una cuarcita vítrea del Supergrupo Belt en el Distrito de Coeur d'Alene del norte de Idaho.
En Canadá, las Montañas de La Cloche en Ontario están compuestas principalmente por cuarcita blanca.
Las sucesiones de cuarcita-riolita del Paleoproterozoico son comunes en el Precámbrico basamento de la roca del oeste de América del Norte. Las cuarcitas de estas sucesiones se interpretan como lechos sedimentarios depositados sobre cinturones de piedra verde más antiguos. Las sucesiones de cuarcita-riolita pueden registrar la formación de cuencas de arco posterior a lo largo del margen de Laurentia, el antiguo núcleo de Norteamérica, entre episodios de construcción de montañas durante el ensamblaje del continente. Las cuarcitas son a menudo de cuarzo casi puro, lo que resulta desconcertante para unos sedimentos que deben haberse erosionado a partir de rocas ígneas. Su pureza puede reflejar condiciones inusuales de meteorización química, en un momento en que la atmósfera de la Tierra estaba empezando a oxigenarse.
En Irlanda se encuentran zonas de cuarcita en todo el oeste y noroeste, siendo Errigal en Donegal el afloramiento más destacado. Un buen ejemplo de zona de cuarcita se encuentra en la península de An Corràn, en Co. Mayo, que tiene una capa muy fina de Bog Atlántico irlandés que la cubre.
En el Reino Unido, una escarpada cresta de cuarcita llamada Stiperstones (principios del Ordovícico - Época de Arenig, 500 Ma) corre paralela a la falla de Pontesford-Linley, 6 km al noroeste del Long Mynd en el sur de Shropshire. También se encuentran en Inglaterra el Cámbrico "Wrekin cuarcita" (en Shropshire), y la cuarcita cámbrica "Hartshill" (zona de Nuneaton). En Gales, Holyhead Mountain y la mayor parte de Holy island frente a Anglesey presentan excelentes peñascos y acantilados de cuarcita del Precámbrico. En las Tierras Altas de Escocia, se pueden encontrar varias montañas (por ejemplo, Foinaven, Arkle) compuestas de cuarcita cámbrica en el extremo noroeste del Moine Thrust Belt que se extiende en una estrecha banda desde Loch Eriboll en dirección suroeste hasta Skye.
En Europa continental, existen varios yacimientos de cuarcita aislados regionalmente a nivel de superficie en un cinturón que va desde el Macizo Renano y las Tierras Altas Centrales alemanas hasta la República Checa occidental, por ejemplo en los montes Taunus y Harz. En Polonia existen yacimientos de cuarcita a nivel superficial en los Montes Świętokrzyskie. En Noruega, los depósitos se extraen cerca de Austertana, que es una de las mayores canteras del mundo con 850.000 métricas anuales, y Mårnes cerca de Sandhornøy con una producción de 150.000 toneladas métricas anuales. También se extraen yacimientos en Kragerø, y se conocen otros yacimientos pero no se extraen activamente.
La montaña más alta de Mozambique, el Monte Binga (2.436 m), así como el resto de la meseta de Chimanimani que la rodea, están compuestos por cuarcita precámbrica muy dura y de color gris pálido. La cuarcita también se extrae en Brasil para su uso en encimeras de cocina.

## Usos

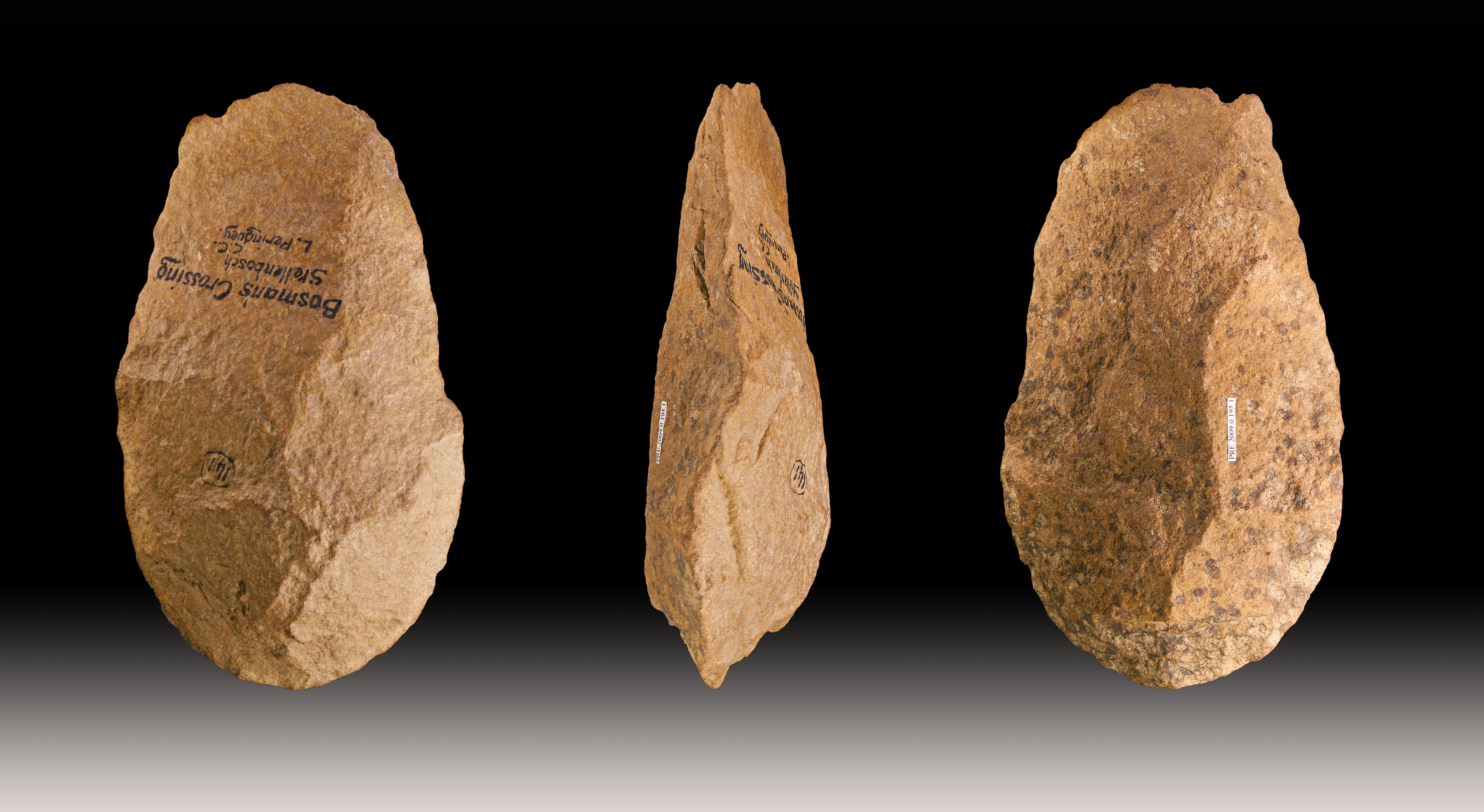
Bifaz de cuarcita - Museo de Toulouse.

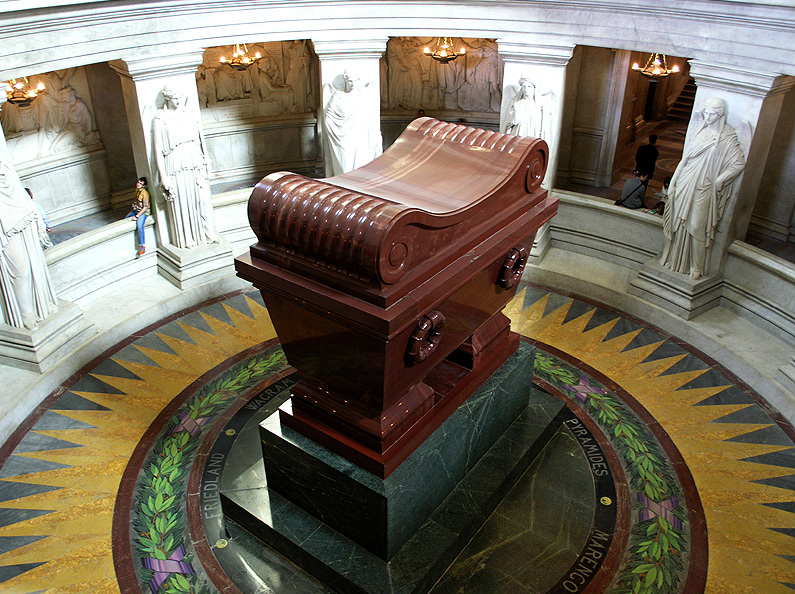
Tumba de Napoleón Bonaparte (cuarcita roja y granito gris) bajo la cúpula del Palacio nacional de los Inválidos, en París.

La cuarcita pura es empleada como una fuente natural de cuarzo para  procesos metalúrgicos y para fabricar ladrillos de sílice. En la industria se emplea cuarcita de alta pureza para fabricar ferrosilicona, arena de sílice, sílice puro y carburo de silicio. Se usa como balasto en caminos y ferrovias. Otros usos son como rocas ornamentales en la construcción y en esculturas.
Durante la Edad de Piedra la cuarcita fue usada como un sustituto del sílex, aunque de menor calidad.
En Egipto, la arenisca silicificada, pero también la cuarcita genuina, se usaba a menudo en la arquitectura y el arte. Ejemplos de ello son los ataúdes de Hatshepsut o Tutankamón, que fueron tallados en un gran bloque, o los Colosos de Memnon en el Templo de Amenhotep III en Lúxor. Las antiguas zonas mineras fueron utilizadas hasta la época del Imperio Romano. Hay principalmente dos localidades, en Gebel el-Ahmar (orilla oriental del Nilo) al noreste de El Cairo y en Gebel Gulab/Gebel Tingar (orilla occidental del Nilo) cerca de Asuán. Se pueden verificar varios sitios de extracción en cada una de las prospecciones nombradas.